# 土屋アリスター時生
土屋 アリスター時生（つちや アリスターときお、1995年〈平成7年〉12月31日 - ）は、日本のプロバスケットボール選手。兵庫県西宮市出身。ポジションはパワーフォワード。B.LEAGUE・秋田ノーザンハピネッツ所属。

## 来歴

### プロ入り前
スコットランド人の父と日本人の母のもと、スコットランドのエディンバラで生まれ、３歳のときに西宮に移住、安井幼稚園、浜脇小学校、浜脇中学校と西宮の地元で育つ。バスケットボールは小学4年生で始め、中学生の時に西宮市の選抜チームに選出された。
高校は神戸の葺合高等学校に進学した。葺合高校はバスケの強豪校ではなかったが、育英高等学校のアシスタントコーチだった末松慶治の指導を受け、県ベスト16が最高成績。
大阪教育大学では、当初はバスケ部もバスケサークルも見学に行ったが、サークルとのレベルの違いに気付き、バスケ部に入ることで落ち着く。

### 西宮ストークス
大学3年生の時に西宮ストークスに特別指定として入団。西宮では4シーズンプレーした。

### 大阪エヴェッサ
2020-21シーズンに大阪エヴェッサへ移籍。しかし、年間出場試合は8試合、平均出場時間4.6分と出場機会が限定された。

### 横浜ビー・コルセアーズ
2021-2022シーズンより横浜ビー・コルセアーズに所属。
2021年10月31日の天皇杯・香川ファイブアローズ戦で鼻骨を骨折し、全治6週間の負傷を負った。
チームではインサイドのメンバーが外国籍枠と帰化枠で固定されており、その中に割って入るまでに至らなかったことで年間出場試合は8試合、平均出場時間4.1分と前季以下の出場機会に留まった。シーズン終了後の2022年5月に横浜BCとの契約満了と退団が発表された。

### 三遠ネオフェニックス
2022年7月1日に三遠ネオフェニックスに移籍した。2023年5月31日に自由交渉選手リストに公示された。

### エヴェッサ復帰
2023年6月22日に大阪エヴェッサと契約を結んだ。

### 秋田ノーザンハピネッツ
2024年6月7日に秋田ノーザンハピネッツとの契約を発表した。

## 人物

### バスケットボールプレイヤーとしての特徴
- 大阪エヴェッサGMの阿部達也は「198cmの身長がありながらも走力を持ち、クレバーなプレーでチームに新しい風を吹かせてくれると期待しています[7]。」とコメントしている。

### その他
- 名前であるアリスター時生の由来はアレキサンダー大王、時生：時に生まれ、時に生き、新たな時を生む[8]
- 座右の銘は人間万事塞翁が馬[8]
- 子供の頃の夢は動物園の園長、バスケットボール選手になってなかったら玩具会社で働きたかった[8]
- 好きな食べ物は、ピザ、カレーパン、ジンジャーエール。苦手な食べ物は魚、スイカ（骨とか種が面倒だから）[8]
- 背番号はラッキーナンバーの7を好んでいる[8]。